# Wasquehal - Pavé de Lille (métro de Lille)
La station Wasquehal - Pavé de Lille est une station de la ligne 2 du métro de Lille et de la ligne R du tramway de Lille, située à Wasquehal. Inaugurée le 18 août 1999, la station de métro permet de desservir le bâtiment administratif de la ville.
Elle permet la correspondance avec le tramway de Lille - Roubaix - Tourcoing, grâce à la ligne R.

## La station

### Situation
La station se situe sous l'avenue de Flandre, qui relie Marcq-en-Barœul à Roubaix. Elle se situe à l'intersection entre cette rue est les rues Jean-Bart et Léon-Jouhaux, à Wasquehal.
Elle est située sur la ligne 2 entre les stations Jean-Jaurès et Wasquehal - Hôtel de Ville, respectivement à Villeneuve-d'Ascq et à Wasquehal.

### Origine du nom
Elle doit son nom au Pavé de Lille, bâtiment administratif de la ville, qu'elle dessert.

### Histoire
La station de tramway est inaugurée le 5 décembre 1909. La station de métro est inaugurée le 18 août 1999.

### Architecture
La station comporte plusieurs entrées et sorties et il y a deux ascenseurs en surface.
- niveau - 1 : vente et compostage des tickets, choix de la direction du trajet
- niveau - 2 : voies centrales et quais opposés

## Intermodalité
La station est située juste sous la ligne de tramway reliant Lille à Roubaix, à hauteur de l'arrêt du même nom, Wasquehal - Pavé de Lille. Elle se situe entre les arrêts La Terrasse et Le Sart, respectivement à Wasquehal et à Villeneuve-d'Ascq.
La station est desservie par les lignes scolaires 906 et 969 du réseau Ilévia.

## À proximité
- Pavé de Lille